# Belgijsko pivo
Belgijsko pivo (nizozemski: Bier in België, francuski: Bière belge) je skupni naziv za jednu od najbogatijih vrsta piva na svijetu, poznatom po širokom spektru okusa, od ekstremno kiselog do gorkog, a koje se kuha u brojnim gradovima i selima Belgije.
Korijeni belgijskog piva datiraju iz vremena prije srednjeg vijeka i srednjovjekovnih redovnika, a ovjekovječeno je na platnima slavnih slikara kao što je Pieter Brueghel stariji, te u bezbrojnim pjesmama. No, odlučujući utjecaj na daljnji razvoj sorti imao je belgijski "Zakon Vandervelde" iz 1919. godine, koji je zabranio prodaju alkoholnih pića u barovima, a time i potražnju za pivom s većim sadržajem alkohola. Zakon Vandervelde je ukinut tek 1983. godine. No, Belgijsko pivo i piše povijest. Tako je 2016. godine pivovara Brugse Zot izgradila pivski cjevovod, kojim vodi pivo iz proizvodnog pogona u povijesnoj gradskoj jezgri do punionice u predgrađu, čime je uspješno riješen ekološki i arhitektonski problem.
Poseban značaj belgijskog piva su isticali pivski stručnjaci kao što je Michael Jackson (autor). Iako proizvodnjom piva u Belgiji dominira grupacija Anheuser-Busch InBev, najveća grupacija pivovara na svijetu, u Belgiji ima oko 140 drugih pivovara koji proizvode oko 500 "normalne" piva. Uz posebne vrste piva i obrta piva, ima više od 1.000 Belgijski varijante pivo.
Pivska kultura u Belgiji je prepoznata kao UNESCO-ova nematerijalna svjetska baština u studenom 2016. godine.
Izrada i vrednovanje piva je dio kulturne baštine nizu zajednica u cijeloj Belgiji. Pivska kultura igra važnu ulogu u njihovom svakodnevnom životu, kao i u svečanim prigodama. Gotovo 1500 vrsta piva se proizvode u zemlji različitim metodama fermentacije. Od 80-ih, obrt pivo postalo je osobito popularan. Postoje određene regije koje su poznate po svojim pojedinim sortama, dok su neke zajednice trapista također bile uključene u proizvodnju piva za humanitarne svrhe. Osim toga, pivo se koristi za kuhanje, uključujući i stvaranju proizvoda kao što su pivom bijeljeni sir te se, kao kod vina, može povezati s hranom u sljubljivanju okusa. Postoji nekoliko organizacija pivara koji rade sa zajednicama na širokom nivou zagovarajući odgovornu konzumaciju piva. Održiva praksa je također postala dio kulture u recikliranju ambalaža i poticanju novih tehnologija za smanjenje uporabe vode u proizvodnim procesima. Osim što se ova znanja i vještine prenose u lokalnim društvenim krugovima, njih prenose i majstori pivari koji vode nastavu u pivovarama, te specijaliziranim sveučilišnim kolegijima koji su usmjereni na polje ugostiteljstva i poduzetništva, te male probne pivovare za amaterske pivare.

## Vanjske poveznice
- Belgijsko pivo - kulturna baština na Pivnica.net